# El Castellot (les Valls d'Aguilar)
El Castellot és una muntanya de 1.469 metres que es troba al municipi de les Valls d'Aguilar, a la comarca de l'Alt Urgell.